# Phacellodomus rufifrons
Phacellodomus rufifrons е вид птица от семейство Furnariidae.

## Разпространение
Видът е разпространен в Аржентина, Боливия, Бразилия, Венецуела, Еквадор, Колумбия, Парагвай и Перу.